# Marie Müller (artista)
Marie Müller (Viena, 1847 – Viena, 1935) foi uma pintora austríaca.

## Biografia
Müller nasceu no dia 10 de julho de 1847, em Viena. Ela era irmã de Bertha Müller e Leopold Carl-Müller. Ela era conhecida por seus retratos e miniaturas. Seu retrato "Orientale mit weißem Kaftan und gelbem Turban" se encontra na Galeria Belvedere da Áustria, em Viena.
Müller morreu em 21 de março de 1935, em Viena.

## Galeria

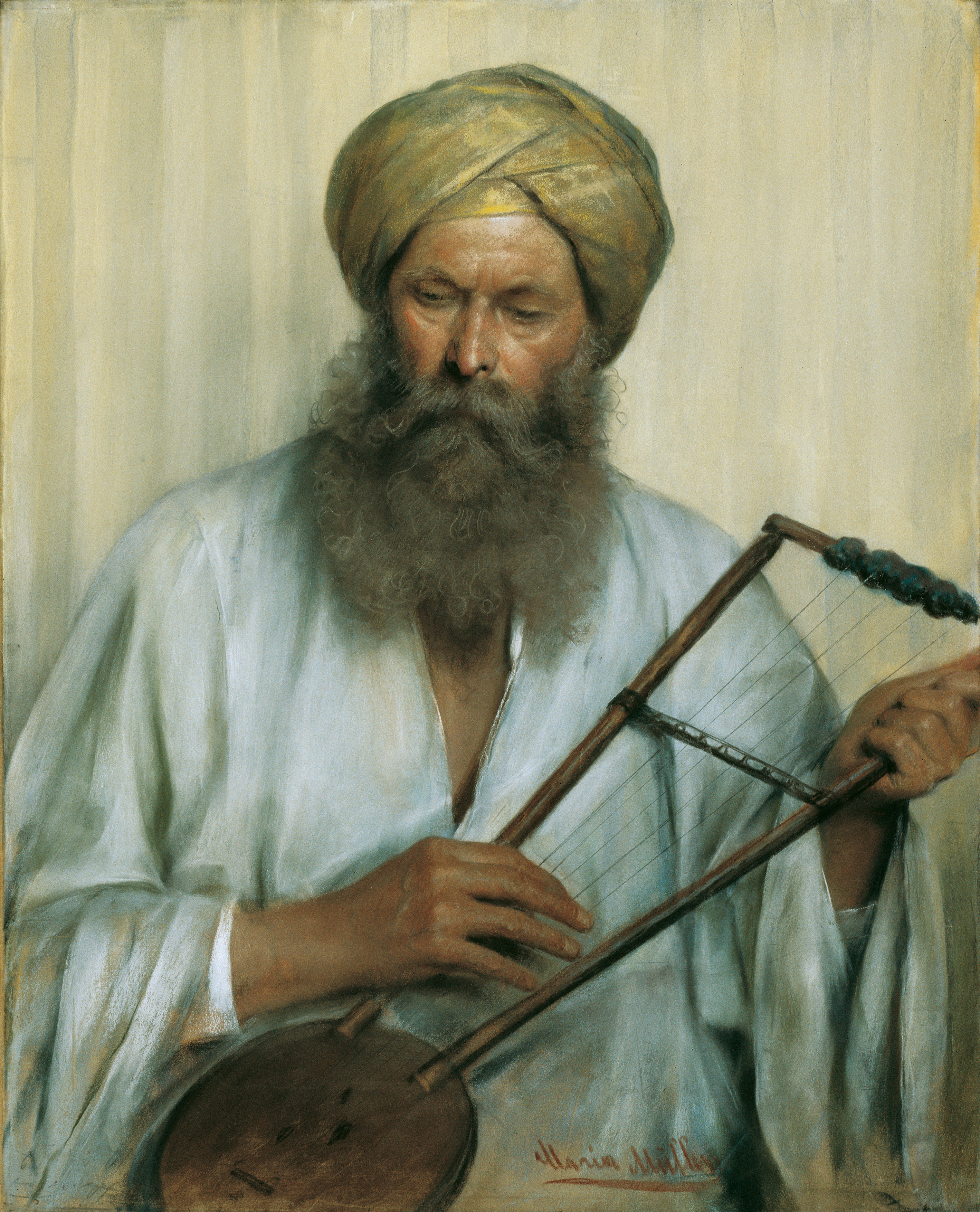
Orientale with weißem Kaftan und gelbem Turban
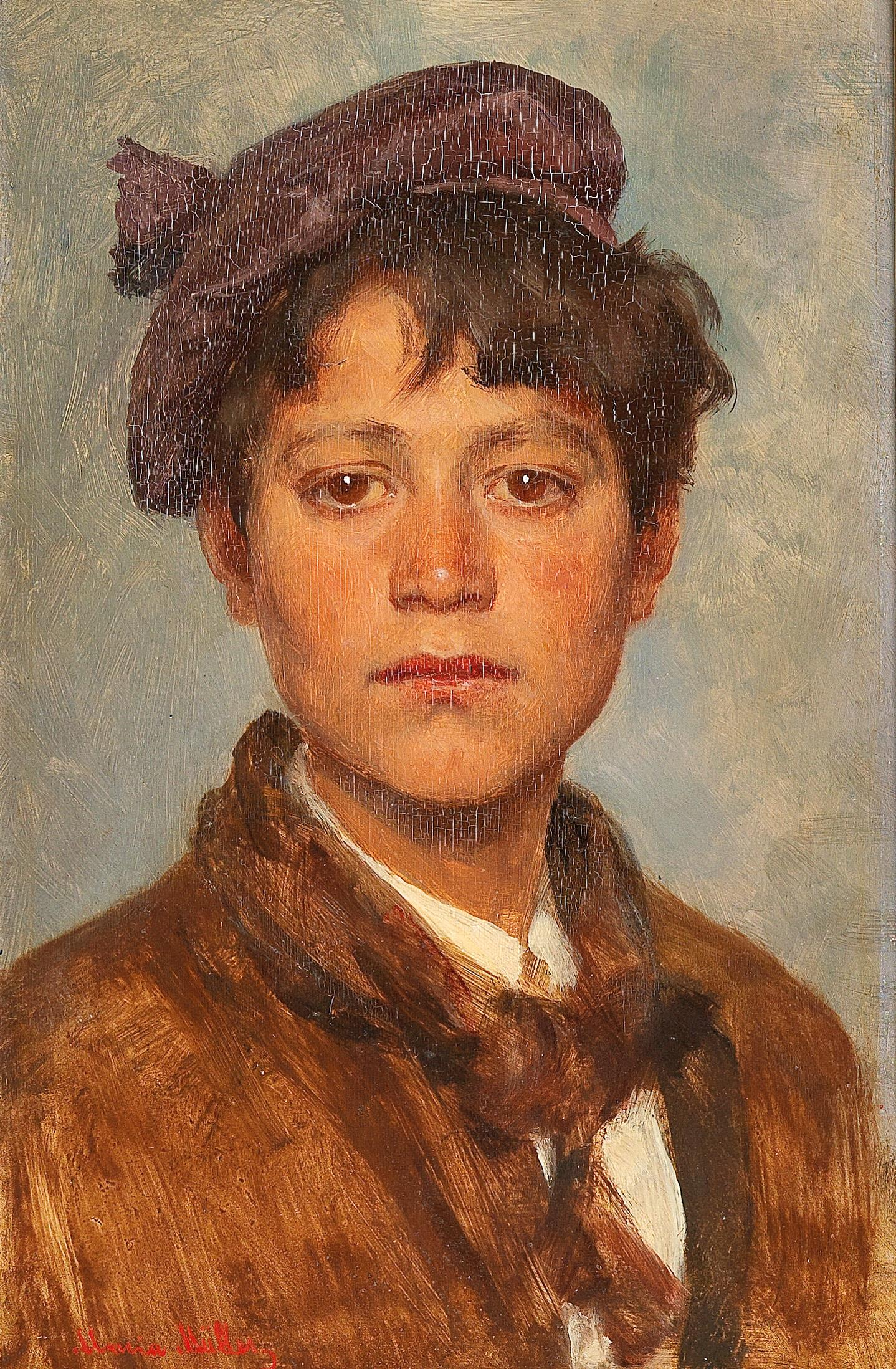
Study of a Head
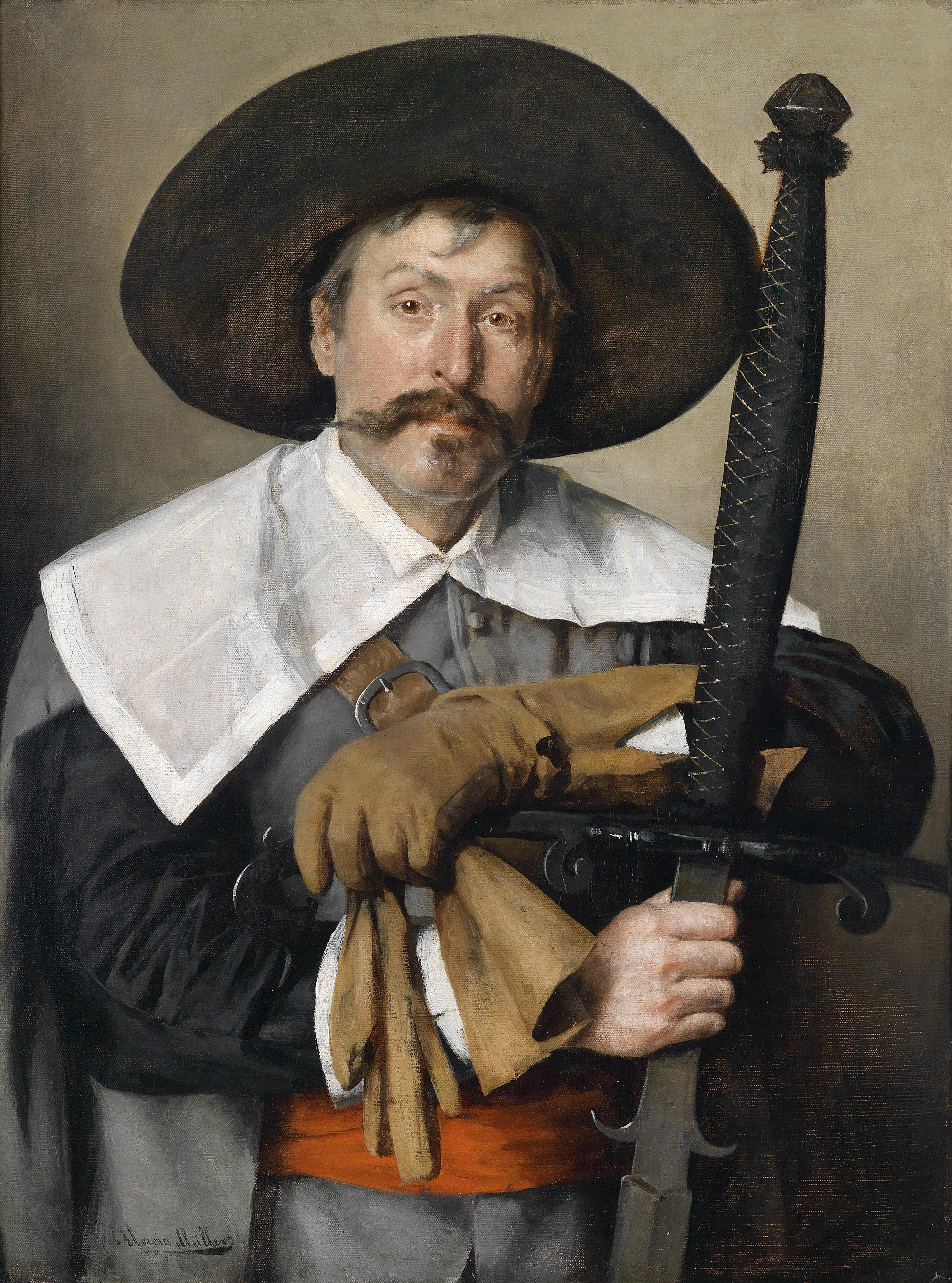
Landsknecht